# Chieli
Chieli (ros. Хели) – wieś w Rosji, w Dagestanie, w rejonie tabasarańskim. W 2010 liczyła 575 mieszkańców, głównie Azerów.